# Oban (Whiskybrennerei)
Oban ist eine Whiskybrennerei in Oban, Argyll and Bute, Schottland. Sie gehört zum Spirituosenkonzern Diageo (ehemals United Distillers); der Whisky wird als Teil der Classic-Malts-Serie des Konzerns vermarktet. Die Brennereigebäude sind in den schottischen Denkmallisten in die Kategorie B einsortiert.

## Geschichte
Die Brennerei wurde 1794 von den Brüdern John und Hugh Stevenson gegründet. Um die Brennerei entstand das kleine Hafenstädtchen gleichen Namens, in dessen Herz sie heute liegt. Durch die Nähe der im Laufe der Jahre erbauten, umliegenden Häuser war und ist für die Oban Distillery eine Ausweitung der Produktionsstätte nicht mehr möglich. Oban ist daher eine der kleinsten Whiskybrennereien Schottlands. 1866 ging die Destillerie an Peter Cumstie, der sie 1883 an James Walter Higgin verkaufte. Dieser ließ sie 1890 renovieren, der Bau neuer Lagerhäuser musste aber nach archäologischen Funden – etwa 5000 Jahre alte Überreste von sechs Erwachsenen und vier Kindern – gestoppt werden. Die Funde können heute im National Museum of Antiquities in Edinburgh besichtigt werden. 1898 ging die Brennerei an Alexander Edward, dem damaligen Besitzer der Aultmore-Brennerei und 1923 an John Dewar & Sons. Letztere wurde 1925 von der Distillers Company gekauft und kam über die Guinness-Brauerei zu Diageo, der heutigen Eigentümerin. Von 1931 bis 1937 und von 1969 bis 1972 wurde nicht produziert.

## Produktion

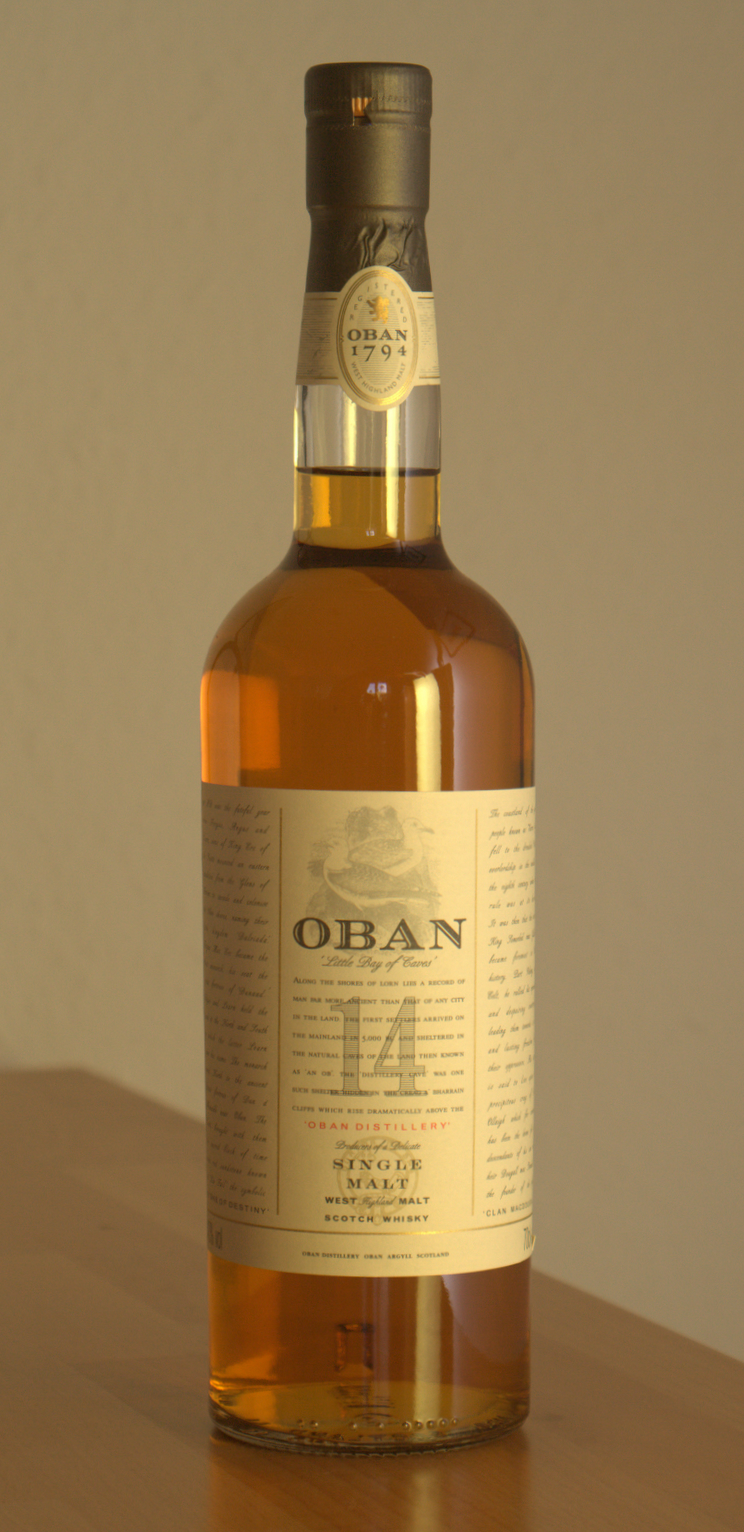
Oban 14 Jahre gereift

Das Wasser der zur Region Highlands/Western Highlands gehörenden Brennerei stammt aus dem Loch Gleann a’Bherraidh. Seit die eigene Mälzerei geschlossen wurde, wird das nur leicht getorfte Malz von Roseisle Maltings nahe Elgin bezogen. Die Brennerei verfügt über einen Maischbottich (6 Tonnen) aus Edelstahl und vier Gärbottiche (je 28.000 l) aus Lärchenholz. Destilliert wird in einer wash still (18.800 l) und einer spirit still (8296 l), die durch Dampf erhitzt werden. Der Whisky reift vor Ort in Bourbon- und Montilla-Sherry-Fässern und wird dann zur Abfüllung nach Leven, Fife gebracht, wo Diageo eine große Abfüllanlage betreibt.

## Besichtigungen
Oban verfügt über ein Besucherzentrum und kann besichtigt werden. Die Besichtigung beinhaltet den gesamten Produktionsprozess (abgesehen vom Schroten der Gerste, die extern bezogen wird). Die Besucher dürfen ihr Tasting Glass nach der Führung behalten. Bei der Probe wird Oban Little Bay, ein Oban 14 und ein Oban Distillery exclusive gereicht (jeweils ein Dram). 2023 betrug die Besucherzahl etwa 157.000 Personen.

## Abfüllungen
Oban verfügt über drei Standardabfüllungen:
- Oban 14 Jahre, 43 Vol-%
- Oban Little Bay, 43 Vol-%

- Oban Distillery Edition, 43 Vol-%

2019 wurde eine Abfüllung zur Game-of-Thrones-Serie herausgegeben. Zuvor wurden bereits von anderen Whiskybrennereien Sonderabfüllungen zu dieser Serie herausgegeben, alle Destillerien gehören  der Classic-Malts-Serie an. Des Weiteren gibt es ältere Abfüllungen wie beispielsweise eine Abfüllung nach 18 Jahren oder gar 21 Jahren.
Weiterhin gibt es im Laden der Distillerie eine nur dort erhältliche Variante.